# Doplňovací volby do Senátu Parlamentu České republiky 2019
Doplňovací volby do Senátu Parlamentu České republiky se v roce 2019 konaly ve volebním obvodu č. 24 – Praha 9. První kolo se uskutečnilo 5. a 6. dubna, druhé kolo následně 12. a 13. dubna. Konaly se z důvodu rezignace senátorky Zuzany Baudyšové (nestr. za ANO) v lednu 2019 na svůj mandát. Baudyšová byla zvolena ve volbách v roce 2014 a její mandát trval do roku 2020. Na pozici senátora za obvod č. 24 byl roku 2019 zvolen ve druhém kole voleb David Smoljak (nestr. za STAN).

## Kandidáti a výsledky
Výsledky voleb:
| Kandidát | Kandidát                      | Volební strana       | Navrhující strana | Politická příslušnost | Počet hlasů (1. kolo) | %     | Počet hlasů (2. kolo) | %     |
| -------- | ----------------------------- | -------------------- | ----------------- | --------------------- | --------------------- | ----- | --------------------- | ----- |
|          | David Smoljak                 | STAN                 | STAN              | BEZPP                 | 4 514                 | 23,53 | 7 070                 | 59,50 |
|          | Ing. Jan Jarolím              | KDU-ČSL, ODS         | ODS               | ODS                   | 4 651                 | 24,25 | 4 811                 | 40,49 |
|          | Mgr. Petr Daubner             | Zelení, ČSSD, Piráti | Piráti            | Piráti                | 2 674                 | 13,94 | —                     | —     |
|          | Mgr. Martin Hrubčík, MBA      | ANO                  | ANO               | ANO                   | 2 391                 | 12,46 | —                     | —     |
|          | Mgr. Martin Kroh              | TOP 09               | TOP 09            | BEZPP                 | 1 392                 | 7,25  | —                     | —     |
|          | Mgr. Libor Michálek, MPA      | VIZE                 | VIZE              | VIZE                  | 1 127                 | 5,87  | —                     | —     |
|          | Petr Šimůnek                  | KSČM                 | KSČM              | KSČM                  | 807                   | 4,20  | —                     | —     |
|          | MUDr. Jiří Koskuba            | ČS                   | ČS                | BEZPP                 | 678                   | 3,53  | —                     | —     |
|          | Bc. Pavel Pešan               | SPD                  | SPD               | SPD                   | 563                   | 2,93  | —                     | —     |
|          | prof. MUDr. Eva Syková, DrSc. | PRO Zdraví           | PRO Zdraví        | BEZPP                 | 380                   | 1,98  | —                     | —     |

Kandidáta Pirátů Petra Daubnera se rozhodli podpořit také ČSSD, Zelení a hnutí Senátor 21.
Kandidáta ODS Jana Jarolíma se rozhodla podpořit také KDU-ČSL.
Kandidáti Eva Syková a Libor Michálek kandidovali na podzim předchozího roku v jiných volebních obvodech, kde ani jeden neuspěl.